# Amphoriscus chrysalis
Amphoriscus chrysalis är en svampdjursart som först beskrevs av Schmidt 1864.  Amphoriscus chrysalis ingår i släktet Amphoriscus och familjen Amphoriscidae. Inga underarter finns listade i Catalogue of Life.